# قطعنامه ۲۶۸ شورای امنیت
قطعنامه ۲۶۸ شورای امنیت سازمان ملل متحد که در تاریخ ۲۸ ژوئیه ۱۹۶۹ تصویب شد، سندی بین‌المللی دربارهٔ شکایت توسط زیمبابوه است. این قطعنامه طی نشست ۱٬۴۹۱ام
با ۱۱ موافق، ۰ مخالف و۴ ممتنع تصویب شد.